# 何塞·马利亚·古铁雷斯·埃尔南德斯
古迪（Guti），全名何塞·马利亚·古铁雷斯·埃尔南德斯（西班牙語：José María Gutiérrez Hernández，1976年10月31日—），西班牙足球运动員，司職中場。作為組織中場，他無論是速度體格盤球都不特出，不常自行製造得分突破口，然而他視野絕佳、傳球精準，常在敵隊意想不到的路線上把球神奇的交到自家前鋒腳下完成得分。

## 生涯
古迪出生於西班牙首都馬德里，年幼時就在皇家馬德里接受一系列的訓練，後來由青年軍升至學徒球員，再於1995年至1996年的球季晉升為一隊的球員，在首個頂級聯賽中，古迪上陣了9場，攻下了唯一一球入球。一季後，古迪就返回二隊，上陣26場取得11球進球。於1996年至1997年的球季中，古迪再次升至頂級聯賽中，在20多場的比賽中未有進帳，但他是皇家馬德里贏得聯賽冠軍的一份子。次季後，古迪再次取得進球，又在被譽為歐洲最高水平的足球錦標賽—歐洲聯賽冠軍杯中亮相，然而，古迪雖是球會中的後備球員，但依然是球會在歐聯重要的一棋，這支首都球會贏得其錦標賽，古迪都不是沒有功勞。
在球會中，古迪久久未能成為正選的十一人名單球員，令他有轉會至並他球會發展的意念，當時對古迪有意收購的除了意甲的AC米蘭和國際米蘭之外，西甲的另一支強隊拉科魯尼亞也對古迪進行之競爭，但由於轉會費以及古迪的個人理由，他最終都是留在皇家馬德里當中。在皇家馬德里的新一季中，古迪在前皇家馬德里前鋒的傷患，加上球會中的前鋒球員有欠水準之情形下，古迪被「改造」為前鋒，上陣和進球數量都顯著上升，在該球季中共上陣32場攻入14球入球，是至2005年為止，古迪職業生涯中入球最多的一個球季。
2001年至2002年的西甲，古迪依然未被棄用，曾上陣29場聯賽，奪得4球入球。一季後，古迪上陣34場聯賽，是為他暫時為止，上陣次數最多的一季聯賽。2004年至2005年，古迪雖有20多場上陣次數，但被安在閒職上，不被重用。2005年至2006年中，古迪再次得到重視，間中成為球會中的副隊長。
至2009年，隨著年齡的增大，古迪個人競技狀態已經無法適應激烈的西甲競爭。
2010-2011球季在皇馬新帥上任後，古迪為了尋求更多的出場時間，只能選擇離開皇馬。
於2010年7月25日，古迪召開新聞發佈會，正式宣佈離開效力了長达15年的皇馬。古迪原本與皇馬還剩下一年合約，但已經與皇馬協議解約。
古迪離開皇馬之後，加盟土超勁旅，再次成為前皇馬主帥蘇斯達手下的球員。古迪與比錫達斯簽約兩年，並披上古迪職業生涯一直所鍾情的14號球衣。
2011年11月中旬，官方宣佈與古迪解除合約，雙方和平分手，前者付了135萬歐元的毀約金，後者自願放棄餘下人工，宣佈退休，「我不再踢波了，已經決定退役，想多點時間陪伴孩子。」，不过随后金狼在自己的推特中写道，他只是离开西班牙和欧洲足坛，很有兴趣来到亚洲尝试新的文化。

## 國家隊
在國家隊當中，古迪曾於1995年為西班牙奪得歐洲19歲以下青年足球錦標賽的冠軍，以及在1998年贏得歐洲21歲以下青年足球錦標賽。在一線隊中，由於古迪並非球會中的必然正選，因此他於國家隊的上陣次數有限，目前只上陣過14場球賽，攻入3球，首次以大國腳身份上陣是在1999年5月5日對克羅地亞的友誼賽，當時西班牙以3:1擊敗克羅地亞。

### 國際賽入球
| #  | 日時           | 場地            | 對賽球隊 | 入球 | 比數 | 競賽                   |
| -- | -------------- | --------------- | -------- | ---- | ---- | ---------------------- |
| 1. | 2002年10月12日 | 阿爾瓦塞特      | 北爱尔兰 | 2-0  | 3-0  | 2004年歐洲國家盃外圍賽 |
| 2. | 2003年2月12日  | 帕爾馬 (西班牙) | 德国     | 3-1  | 3-1  | 友賽                   |
| 3. | 2005年2月9日   | 阿爾梅里亞      | 圣马力诺 | 4-0  | 5-0  | 2006年世界盃外圍賽     |

## 榮譽

### 球會
皇家馬德里
- 西甲：1996–97、2000–01、2002–03、2006–07、2007–08
- Supercopa de España: 1997, 2001, 2003, 2008
- UEFA Champions League: 1997–98, 1999–2000, 2001–02
- UEFA Super Cup: 2002
- Intercontinental Cup: 1998, 2002

比錫達斯
- 土耳其盃：2010–11

### 國家隊
西班牙 U18
- UEFA European Under-18 Championship：1995

西班牙 U21
- UEFA European Under-21 Championship：1998[4]

### 個人
- 西班牙國王盃神射手：2001–02[5]
- 西甲最多助攻球員：2007–08[6]